# Psicometria

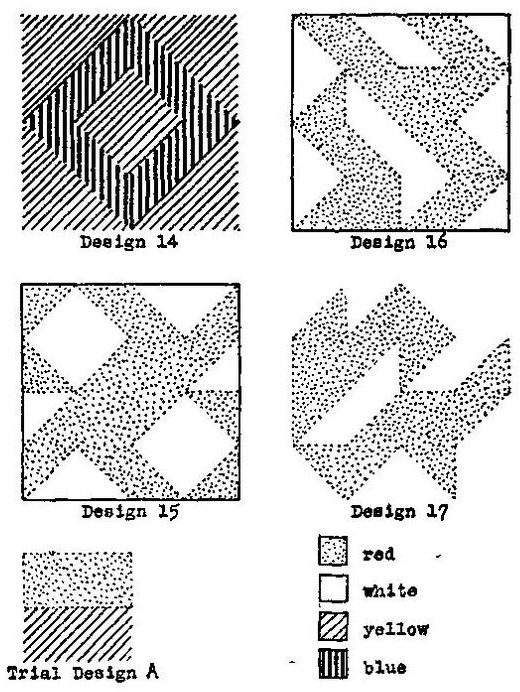
Il·lustració d'uns dibuixos de Khos emprats en psicometria.

La psicometria  és la disciplina que s'encarrega del mesurament en psicologia i del desenvolupament de mètodes per a mesurar de manera fiable i comparable conceptes psicològics com ara coneixement, habilitat, capacitats i personalitat, aptitud social, lideratge…. Intenta a desenvolupar mesures objectives i estandarditzades dels fenòmens psicològics.
Els primers treballs de psicometria van desenvolupar-se per mesurar la intel·ligència. Posteriorment, la teoria psicomètrica s'ha aplicat a la mesura d'altres aspectes com els trets de personalitat, actituds i creences, rendiment acadèmic, i en camps relacionats amb la salut i la qualitat de vida. La necessitat de mesures objectives forma la base de tota ciència. També pot tenir un objectiu pràctic per a seleccionar o classificar persones o, per poder avaluar o comparar els efectes o l'eficiència d'un programa educatiu, d'un entrenament.

## Problemes metodològics
La mesura d'aquests aspectes no directament observables és difícil, i gran part de la investigació per a ben definir el fenomen que hom vol mesurar, abans de poder quantificar-la. Per exemple: la resposta a la qüestió «Quina és la mesura de la capacitat de resoldre conflictes?» és més difícil que la qüestió «Quin és el pes de la persona?».
Les circumstàncies també influeixen en el resultat d'un test, el que no és el cas en mesures físiques. El fet mateix de saber que es tracta d'un test, que la persona sap que és observada, pot causar un estrès o una angoixa que influeix en la variable que hom vol mesurar. Igual que l'actitud de la persona que administra el test pot influir en els resultats: simpatia o antipatia per al subjecte, la seva situació personal, els seus prejudicis. Sobretot als Estats Units la discussió sobre les diferències de resultats dels tests d'intel·ligència de diferents grups ètnics queda com un subjecte de discussió entre els científics.
Un segon problema fonamental de la psicometria és que l'instrument de mesura pot influir en el fenomen que hom mesura per efectes d'aprenentatge. Per mesurar l'evolució del pes, hom pot mesurar la mateixa persona dues vegades amb la mateixa balança. Ans al contrari, per a mesurar la intel·ligència, això no és possible, ja que pel test mateix el subjecte va aprendre a respondre a la prova amb un efecte d'entrenament. La qualitat de les seves respostes pot augmentar, tot i que la seva intel·ligència no ha necessàriament augmentat. Tanmateix, si els tests són utilitzats en una situació de competició, com és el cas en un procediment de selecció de personal, el candidat pot preparar-se i aprendre les bones respostes.
Finalment, l'instrument dependrà de la conceptualització. Si el cercador part de la tesi que la intel·ligència (o el caràcter) és constant i que no evoluciona, va cercar crear un instrument de mesura al qual el resultat queda el mateix any rere any. Quan el test mostra fluctuacions en la mesura amb el temps, va considerar això com una manca de fiabilitat del test. Si ans al contrari el cercador adhereix a la tesi que es pot entrenar la intel·ligència, o que el caràcter evoluciona va considerar aquestes variacions com una prova de la seva tesi.

## Enfocaments teòrics
Els continguts de la psicometria s'articulen, fonamentalment, en dos grans blocs: teoria dels tests, que fa referència a la construcció, validació i aplicació dels tests, i escalament, que inclou els mètodes per l'elaboració d'escales psicofísiques i psicològiques.
Al seu torn, la teoria dels test es divideix en dues branques: la teoria clàssica dels tests i la més recent teoria de resposta al document.

### La teoria clàssica
Els conceptes clau de la teoria clàssica dels tests són: «fiabilitat» i validesa. Un test és «vàlid» si mesura realment l'atribut que pretén mesurar, mentre que és «fiable» si ho mesura sempre de la mateixa manera, és a dir, si l'aplicació de l'instrument dona mesures estables i consistents. Ambdues propietats, validesa i fiabilitat, admeten un tractament matemàtic. La fiabilitat té també una relació amb la precisió de l'instrument que s'utilitza per mesurar.
La consistència interna pot calcular-se per correlació entre diferents tests. Els mètodes més coneguts es denominen: mètode de les formes paral·leles, mètode del test-retest i mètode de les dues meitats. La validesa pot calcular-se en correlacionar els mesuraments amb les d'una mesura de comparació acceptada com a vàlida. Es distingeixen els següents aspectes: validesa de contingut, validesa predictiva i validesa de constructe.